# Dwig
Clare Victor Dwiggins, qui signait ses œuvres Dwig (1874-1958) est un dessinateur américain connu pour ses activités de dessinateur humoristique et d'auteur de comic strip de 1897 à 1945, en particulier sa série School Days (1909-1932). De 1945 à sa mort, il se consacre à l'illustration.

## Biographie

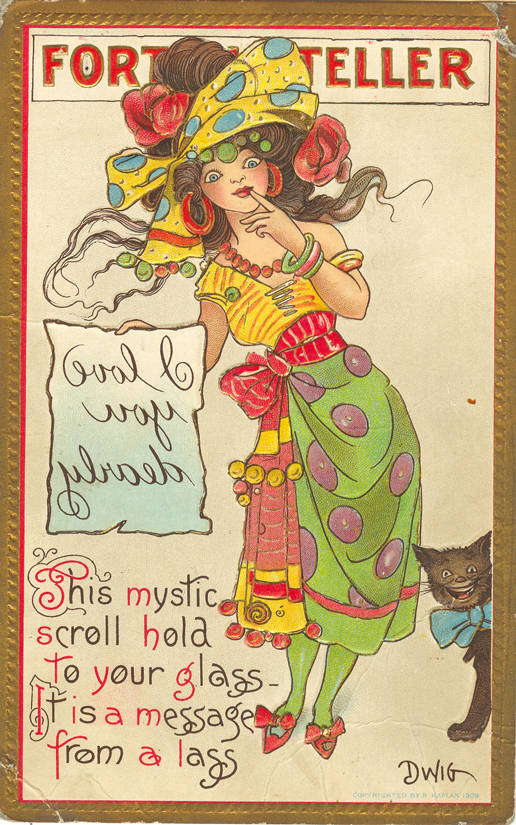
Carte postale comique illustrée par Dwig, en 1909.

Clare Victor Dwiggins, plus connu sous le nom de  Dwig naît le 16 juin 1874 à Wilmington dans l'Ohio.Il est le fils de Charles et Mary Dwiggins et est le frère aîné de Claudia et Vincent . Il se destine tout d'abord à l'architecture mais en 1897, il parvient à faire publier ses premiers dessins humoristiques dans deux journaux le Saint Louis Dispatch et le New York World. Commence ainsi une carrière de dessinateur humoristique dont les personnages sont le plus souvent des enfants de la campagne (J. Filliken Wilberfloss, Leap Year Lizzie, Them Was the Happy Days, Uncle Jim and Tad and Tim, Mrs Bump's Boarding House, Ophelia and Her Slate et Bill's Diary). En 1900, il se marie et en 1901 il commence son premier comics strip dans le Philadelphia Inquire. Celui-ci intitulé Gallant Cholly ne dure cependant que deux mois. En 1907, il déménage à Manhattan. En 1909 il crée une série intitulée School Days  qui dure jusqu'en 1932. Il a deux enfants Phœbe née en 1910 et Donald né en 1913. En 1918, il crée en parallèle une adaptation de Tom Sawyer intitulée Tom Sawyer and Huck Finn et qui est distribuée par le Ledger Syndicate (en). En 1931, il crée Nipper qui dure jusqu'en 1937. À la fin des années 1930 la famille déménage pour Los Angeles en Californie, après avoir déjà été dans le New Jersey en 1920 et à Johnstown dans l'état de New York en 1930. Il travaille alors pour Disney tout en continuant à dessiner des comic strips. Ainsi en 1940, il reprend sa série Huckleberry Finn qui cette fois est publiée dans les comics Doc Savage Comics  et Supersnipe Comics. Dans ce dernier il dessine aussi une nouvelle série nommée Bobby Crusoe en 1945. Toutefois cela ne dure pas car la même année, il quitte les comics car il préfère se consacre à l'illustration d'ouvrages. C'est ainsi qu'il illustre cinq ouvrages d'August Derleth. Il meurt le 26 octobre 1958,.